# يوناس لوشر
يوناس لوشر (Jonas Lüscher) كاتب سويسري ولد في زيوريخ سويسرا سنة 1976 . عمل مدرسا في مرحلة التعليم الاساسي (الابتدائي) في مدينة برن. قضى بضع سنوات يعمل في مجال صناعة الافلام (عالم السنما) في ألمانيا. درس في مدرسة ميونيخ للفلسفة في سنة 2005. وبعد تخرجه وحصوله على الدراسات العليا في الفلسفة، عمل محرار ادبيا حرا في الصحافة. عمل باحثا في معهد العلوم و التكنولوجيا في ميونيخ. وكان يُدرس مادة «علم الاخلاق» في مدرسة الاقتصاد بالمدينة نفسها. ثم ظل يحاضر في الأدب المقارن تسعة أشهر، كاستاذ زائر في جامعة ستانفورد (الولايات المتحدة الأمريكية) خلال العامين 2012 - 2013 . حصل على جائزة بيرنر للادب عن روايته «ربيع البربر» سنة 2013 . وحاز على جائزة "الكتاب الألماني" في القائمة الطويلة عن الرواية نفسها والتي نشرتها له الدار الألمانية الشهيرة c.h.Beck

## من مؤلفاته
- ربيع البربر (رواية) (رواية عن الربيع التونسي بعيون سويسرية)

## الجوائز
- جائزة بيرنر للأدب عن روايته «|ربيع البربر» سنة 2013، وحاز جائزة «الكتاب الألماني» في القائمة الطويلة، عن الرواية نفسها، والتي نشرتها له الدار الألمانية الشهيرة C.H.Beck.
- جائزة الكتاب السويسري 2017 عن روايته «كرافت»،

## وصلات خارجية
- يوناس لوشر على موقع IMDb (الإنجليزية)
- يوناس لوشر على موقع مونزينجر (الألمانية)

- (فيديو) بالعربي لقاء مع الكاتب يوناس لوشر